# Russel Friend
Russel Friend − amerykański scenarzysta oraz producent telewizyjny. W latach 2007−2012 producent wykonawczy serialu telewizji Fox Broadcasting Company Dr House. Był też autorem scenariuszy serialu, a za swoją pracę został wyróżniony trzema nominacjami do nagrody Emmy oraz nagrodą Gildii Scenarzystów Amerykańskich. Jego stałym partnerem zawodowym jest Garrett Lerner.